# NGC 1095
NGC 1095 (również PGC 10566 lub UGC 2264) – galaktyka spiralna z poprzeczką (SBc), znajdująca się w gwiazdozbiorze Wieloryba. Odkrył ją Édouard Jean-Marie Stephan 11 grudnia 1876 roku.